# Стоян Цветков (актьор)
Вижте пояснителната страница за други личности с името Стоян Цветков.
Стоян Андреев Цветков е български актьор. Известен е с озвучаването на филми, сериали и реклами.

## Ранен живот
През 1998 г. завършва Техникум по търговия и туризъм „Проф. д-р Асен Златаров“ в град Петрич със специалност Управления и финанси на търговия с разширено изучаване на английски език. През 2002 г. завършва Югозападен университет „Неофит Рилски“ в Благоевград със специалност Актьорско майсторство за драматичен театър в класа на професор Димитър Янбастиев и доц. д-р Златко Павлов.

## Актьорска кариера
Измежду постановките с негово участие са „Човешка комедия – Дядо Горио“ на Оноре дьо Балзак и „Кухненският асансьор“ по Харолд Пинтър, както и „Приключения опасни за герои сладкогласни“, „Чернодрински се завръща у дома“, „Змейова сватба“ и „Утешителят на вдовици“. Играе Христо Големия в силно критикувания филм „Дякон Левски“ от 2015 г., режисиран от Максим Генчев.
През 2019 г. играе ролята на пожарникаря Николай в българския драматичен сериал „Ягодова луна“, където се излъчва през 2020 г.

## Кариера на озвучаващ актьор
Цветков се занимава активно с озвучаване на филми и сериали от началото на 21 век. Между филмите с неговия глас са „Рио“, „Колите 2“, „Шрек завинаги“, „Играта на играчките 3“, „Смърфовете“, „Весели крачета 2“, „Мъпетите“, „Кунг-фу панда 2“ и други. По-известни сериали с негово участие са „Поглед в бъдещето“, „Федерални свидетели“, „Живите мъртви“, „Скрити доказателства“, „Отмъщението“ (дублаж на Андарта Студио), „Тийн вълк“ и „Куантико“.
Озвучава в редица анимации за Cartoon Network и Nickelodeon, измежду които са Спондж Боб Квадратни гащи (дублаж на Александра Аудио), „Самурай Джак“ (дублаж на студио 1+1), „Роботбой“ (дублаж на студио Доли), „Бакуган: Бойци в действие“, „Елиът Хлапето“, „Междузведни войни: Войната на клонингите“, „Герои: 108“, „Генератор Рекс“, „Кунг-фу панда: Легенди за страхотния боец“, „Шоуто на Шантавите рисунки“, Костенурките нинджа (дублаж на Александра Аудио), „Спайдър-Мен (сериал, 2017)“ и други.
Той е гласът на bTV Comedy през 2009 – 10 г. Цветков е един от гласовете (заедно с Константин Лунгов и Росен Русев) на Disney Channel в България.
| Актьор                   | Заглавия | Роли                                                                    |
| ------------------------ | --- | ----------------------------------------------------------------------- |
| Андрес Босмо Кристиансен | Газ до дупка Газ до дупка 2 | Рой                                                                     |
| Бил Фейгърбаки           | Спондж Боб Квадратни гащи (дублаж на Александра Аудио) Спондж Боб Квадратни гащи: Филмът (дублаж на студио Доли) Спондж Боб: Гъба на сухо Спондж Боб: Гъба беглец Лагер Корал: Младежките години на Спондж Боб Шоуто на Патрик Звездата | Патрик                                                                  |
| Брент Мусбъргър          | Колите 2 Самолети | Брент Мустангбургер                                                     |
| Дани Глоувър             | Операция Дъмбо Дроп (дублаж на студио Доли) 2047: Смъртна заплаха | Капитан Сам Кейхил Спондж                                               |
| Дани Макбрайд            | Angry Birds: Филмът Angry Birds: Филмът 2 | Бомб                                                                    |
| Джейсън Лий              | Алвин и чипоносковците (дублаж на студио Доли) Алвин и чипоносковците 2 (дублаж на студио Доли) Алвин и чипоносковците 3: Чипокрушение | Дейв Севил                                                              |
| Джерард Бътлър           | Боговете на Египет Геобуря | Сет Джейк Лоусън                                                        |
| Джес Харнел              | Специален агент Осо Шоуто на Шантавите рисунки Док Макплюшинс | Професор Буфо Водещ Снежко и Бъди                                       |
| Джон Димаджо             | Самурай Джак (дублаж на студио 1+1) Време за приключения (в пети сезон) Кунг-Фу Панда: Легенди за страхотния боец (в някои епизоди е Петър Върбанов) Зоотрополис | Шотландецът Джейк Фанг Джери Джъмбо младши                              |
| Джон Ловиц               | Жега в Кливланд Денят на майката (дублаж на Саунд Сити Студио) | Арти Уоли Бърн                                                          |
| Джон Майкъл Хигинс       | Щастливо разведени Том и Джери: Робин Худ и неговият весел мишок (дублаж на студио Доли) | Питър Ловът Принц Джон                                                  |
| Джон Махоуни             | Атлантида 2: Завръщането на Майло Жега в Кливланд | Престън Б. Уитмор Рой и Ръсти Банкс                                     |
| Джон Чо                  | Слийпи Холоу Кое е това момиче? | Анди Брукс Даниъл Грант                                                 |
| Закари Найтън            | Поглед в бъдещето (дублаж на студио Доли) Щастлив край | Д-р Брайс Варли Дейв Роуз                                               |
| Кевин Майкъл Ричардсън   | Самурай Джак Батман: Под червената качулка Гръмотевичните котки (до 21 епизод е Веселин Калановски) Бънсен е звяр | Бробот Тайлър Пантро Джери звяра                                        |
| Кийгън-Майкъл Кий        | LEGO: Филмът (дублаж на студио Доли) Щъркели | Бригадирът Джим Алфа                                                    |
| Кийт Фъргюсън            | Уондър LEGO: Филмът (дублаж на студио Доли) | Лорд Хейтър Хан Соло                                                    |
| Кланси Браун             | Спондж Боб Квадратни гащи (дублаж на Александра Аудио) Спондж Боб Квадратни гащи: Филмът (дублаж на студио Доли) Спондж Боб: Гъба на сухо Спондж Боб: Гъба беглец Пингвините от Мадагаскар (в епизод 105, дублаж на Александра Аудио) Щурият Бутовски Зеления фенер: Анимационният сериал Лего Батман: Супергероите се съюзяват Уондър | Г-н Рак Бък Рокгът Магнус Магнусън Генерал Зарток Лекс Лутор Лошият Дан |
| Кортни Б. Ванс           | Поглед в бъдещето (дублаж на студио Доли) Отмъщението (дублаж на Андарта Студио) | Станфорд Уедек Бенджамин Брукс                                          |
| Линдън Ашби              | Уайът Ърп (дублаж на Андарта Студио) Младият върколак (от 5x03 е Николай Николов) | Морган Ърп Шериф Ноа Стилински                                          |
| Лу Даймънд Филипс        | Лонгмайър Тренировъчен ден | Хенри Стоящата мечка Търман Балестерос                                  |
| Марк Вали                | Жива мишена Скрити доказателства | Кристофър Ченс Томи Съливан                                             |
| Морис Ламарш             | На върха Скуби-Ду! Разбивачът Ралф Трансформърс: Рескю Ботс (дублаж на VMS) | Аршамбо Тапър Началник Чарли Бърнс                                      |
| Норман Рийдъс            | Живите мъртви (в епизоди 9х13 и 9х14 е Димитър Кръстев) Пандорум | Дарил Диксън Шепърд                                                     |
| Патрик Уорбъртън         | История с пчели Мистър Пибоди и Шърман | Кен Крал Агамемнон                                                      |
| Питър Стормаре           | Пингвините от Мадагаскар Костенурките нинджа | Ефрейтора Лорд Дрег                                                     |
| Ричард Роксбърг          | Лигата на необикновените Елвис | Професор Джеймс Мориарти/Ем/Фантома Върнър Пресли                       |
| Робърт Уагнър            | Кукумявки Жега в Кливланд | Кметът Гранди Джим                                                      |
| Сет Гилиъм               | Младият върколак Живите мъртви | Д-р Алън Дийтън Отец Гейбриъл Стоукс                                    |
| Сет Грийн                | Остин Пауърс: Шпионинът любовник Остин Пауърс в Златния член (дублаж на bTV) | Скот Зло                                                                |
| Скот Уилсън              | Големият Стан Живите мъртви | Директор Гаск Хършъл Грийн                                              |
| Уейн Найт                | Скуби-Ду и Кралят на гоблините (дублаж на студио Доли) Жега в Кливланд | Невероятният Кръцки Рик                                                 |
| Уолъс Шон                | Скуби-Ду и Кралят на гоблините (дублаж на студио Доли) Кунг-фу панда: Легенди за страхотния боец | Г-н Гибълс Таотай                                                       |
| Франк Уелкър             | Том и Джери хлапаци (дублаж на TV7, в повечето епизоди е Цветан Ватев) Котките не танцуват Скуби-Ду и Кралят на гоблините (дублаж на студио Доли) Скуби-Ду: Легенда за Фантозавъра Скуби-Ду: Призрачна Коледа Скуби-Ду: Игрите на страха На върха Скуби-Ду! Скуби-Ду: Маската на Синия сокол (дублаж на студио Доли) Скуби-Ду: Сценична треска (дублаж на студио Доли) Скуби-Ду: Заплахата на робо-помияра Скуби-Ду и мистерията на Кеч Мания Скуби-Ду: Франкенстрашно Скуби-Ду: Безумни лунни чудовища (дублаж на студио Доли) | Макулф Фарли Уинк Фред Джоунс Скуби-Ду                                  |
| Фред Таташор             | Пингвините от Мадагаскар (дублаж на Александра Аудио) Скуби-Ду: Призрачна Коледа Спайдър-Мен | Гас Дядо Коледа Макс Модъл                                              |

## Участия в театъра
- „Три сестри“ от Антон Чехов в ролята на Вершинин. Режисьор – доц. д-р Златко Павлов. Учебен театър – Благоевград – 1999 г.
- „Ромео и Жулиета“ от Уилям Шекспир в ролята на Меркуцио. Режисьор – проф. Димитър Янбастиев. Учебен театър-Благоевград – 2000 г.
- „Пръстен“ – фолклорен авторски спектакъл на доц. д-р Златко Павлов в ролята на Стоян Войвода. Учебен театър – Благоевград – 2001 г.
- „Доктор Ох, Боли в Африка“ в ролята на Цар Лъв. Камерна опера – Благоевград – 2001 г.
- „Кухненският асансьор“ от Харолд Пинтър в ролята на Бен. Дипломен спектакъл – 2002 г.
- „Кървава сватба“ по Ф. Г. Лорка в ролята сватбар, момък. Режисьор – Крум Филипов. Драматичен театър „Никола Вапцаров“ – 2002 г.
- „Гленгари Глен Рос“ от Дейвид Мамет в ролята на Джон Уилямсън. Режисьор – Робърт Блъш. Театър „Възраждане“ – 2006 г.
- „Приключения опасни за герои сладкогласни“ от Недялко Йорданов в ролята на петела Димитър. Режисьор – Стефан Поляков. Драматичен театър „Никола Вапцаров“ – 2007 г.
- „Чернодрински се завръща у дома“ от Горан Стефановски в ролята на навигатор Цветко. Режисьор – Иван Добчев. Драматичен театър „Никола Вапцаров“ – 2007 г.
- „Човешка комедия – Дядо Горио“ от Оноре дьо Балзак в ролята на Йожен Дьо Растиняк. Режисьор – Бойко Богданов. Драматичен театър „Никола Вапцаров“ – 2007 г.
- „Змейова сватба“ от Петко Тодоров в ролята на Свети Георги. Режисьор – Крум Филипов. Драматичен театър „Никола Вапцаров“ – 2008 г.
- „Утешителят на вдовици“ от Джузепе Марота в ролята на Кувиело. Режисьор – Асен Шопов. Драматичен театър „Никола Вапцаров“ – 2008 г.

## Филмография
- "Опасни шматки" (2024) -Киро
- "Вина"(2023)- Христо Зангов
- „Лъжите в нас“ (2022) – Стефан Кефала
- „Ягодова луна“ (2020) – Николай
- „Дякон Левски“ (2015) – Христо Големия
- „Под прикритие“ (2011) – Венци Вената
- „Турски гамбит“ (2005) – Кавказки княз
- „Притча за щастието“, студентски филм
- „Моби Дик“, късометражен филм за „Голямото четене“

## Концерти
- Andante Amoroso – изпълнение на френски, италиански и английски песни
- Зурна фест – 2007 в Струмяни – водещ
- И утре е ден – „Българската Коледа – 2007“ първи българо-гръцки коледен концерт – водещ
- Зурна фест – 2008 в Струмяни – водещ